# Fractal
『Fractal』（フラクタル）は、榊原ゆいの8枚目のオリジナルアルバム。2012年8月29日にLOVE×TRAXから発売された。

## 概要
前作『Ringing』から約1年ぶりのリリースとなるオリジナルアルバム。初回限定盤と通常盤の2タイプ仕様で発売され、初回限定盤のDVDにはリード曲のPVとメイキングに加え、2011年10月9日に中野サンプラザにて行われた『Happy☆LOVE×ライブ2011』の模様が収録されている。
本作のテーマは「和でロック」で、選曲、作風が純和風的なものや「和」とロックを折衷させたものになっている他、ジャケットもマリー・アントワネットが着物を着たような感じになっている。なおジャケット撮影時にウィッグを使うとは知らず自身の髪を手入れしていたことを明かしている。

## 収録曲
1. Fractal [4:48][1]
作詞：榊原ゆい / 作曲：若井望 / 編曲：林達志
アルバムのテーマに加えライブで盛り上がりたいという気持ちが合わさった曲[5]。
2. Scarlet [3:57][1]
作詞：榊原ゆい / 作曲：Famishin / 編曲：井ノ原智
PCゲーム『DRACU-RIOT!』オープニングテーマ
3. 恋愛0キロメートル [4:49][1]
作詞：rian / 作曲：rian・山下航生 / 編曲：山下航生
PCゲーム『恋愛0キロメートル』セカンドオープニングテーマ
4. れっつごー！Modulation [4:28][1]
作詞・作曲・編曲：羽鳥風画
PCゲーム『絶対可憐!お嬢様っ』主題歌
5. pi pi pi☆STRIKE! [3:55][1]
作詞・作曲・編曲：あるるかん
PCゲーム『ひよこストライク!』オープニングテーマ
6. 大江戸小町 [4:29][1]
作詞：RUCCA / 作曲・編曲：藤田淳平
PCゲーム『あっぱれ!天下御免』イメージソング
7. 真夏のCielo [3:44][1]
作詞：kala / 作曲・編曲：椎名俊介
PCゲーム『恋するコトと見つけたり!』オープニングテーマ
8. 秘密仕掛けのapple [5:02][1]
作詞：ayachi / 作曲・編曲：藤間仁
PCゲーム『キミとボクとエデンの林檎』主題歌
9. Sun shower [5:19][1]
作詞：榊原ゆい / 作曲：榊原ゆい・Rosearia / 編曲：林達志
榊原曰く「温かいバラードソング」[5]。
10. 黒い花 [5:18][1]
作詞：新堂真弓 / 作曲・編曲：岩野道拓
PSP用ゲーム『ひぐらしの哭く頃に 雀』主題歌
11. Jubilus [5:20][1]
作詞：榊原ゆい / 作曲・編曲：与猶啓至
PSP用ゲーム『Dies irae』主題歌
12. 煌めき一閃 [3:56][1]
作詞：RUCCA / 作曲・編曲：藤田淳平
PCゲーム『あっぱれ!天下御免』オープニングテーマ
13. LOVE☆FIRE! [4:57][1]
作詞：榊原ゆい / 作曲：若井望・榊原ゆい / 編曲：林達志
「Fractal」同様、アルバムのテーマに加えライブで盛り上がりたいという気持ちが合わさった曲[5]。
14. ラブこんぷ！ [4:03][1]
作詞・作曲：榊原ゆい / 編曲：椎名俊介
PCゲーム『花咲く乙女と恋の魔導書』オープニングテーマ
15. evolution [4:27][1]
作詞・作曲：榊原ゆい / 編曲：藤田淳平
ネットゲーム『トキメキファンタジー ラテール』イメージソング

DVD（初回限定盤のみ）
1. Fractal Music Video
2. Fractal Making

Happy☆LOVE×ライブ2011
1. Blue mind
2. Eternal Destiny
3. my only prince
4. TREUE